# Fernando Múgica Goñi
Fernando Múgica Goñi (Pamplona, 7 de juny de 1946 - Madrid, 12 de maig de 2016) va ser un periodista d'investigació espanyol, redactor en cap del diari El Mundo i, també, director del Diario de Noticias de Navarra. Llicenciat en ciències de la informació per la Universitat de Navarra. Professor de periodisme gràfic del màster de la Universitat CEU San Pablo-El Mundo-Recoletos, va ser l'autor de la sèrie d'investigació de més de trenta capítols titulada «Los agujeros negros del 11-M». Múgica va recórrer el món com a reporter gràfic i literari per a diverses publicacions durant diverses dècades, i va ser testimoni de les principals guerres, revolucions i terratrèmols de l'últim quart del segle xx. Va ser enviat especial de La Gaceta del Norte, director del Diario de Noticias de Navarra i fundador d’El Mundo, en el qual ha treballat com a editor gràfic i redactor en cap de les seccions Crònica, Internacional i Opinió.